# Plethogenesia papuana
Plethogenesia papuana is een haft uit de familie Palingeniidae. De wetenschappelijke naam van de soort is voor het eerst geldig gepubliceerd in 1879 door Eaton.
De soort komt voor in het Australaziatisch gebied.